# أصلي حسن عبادة
أصلي حسن عبادي (بالإنجليزية: Asli Hassan Abade) ، طيارة صومالية بارزة وشخصية عسكرية وناشطة مدنية.

## عملها

### القوات الجوية الصومالية
كانت أسلي واحدة من أوائل الطيارين في أفريقيا. وكانت معروفة في القوات الجوية الصومالية - القوات المسلحة السودانية. قامت أسلي برحلتها الأولى في 9 سبتمبر 1976.

### حملة السلام
في منتصف العقد الأول من القرن الحالي، شجعت أسلي القيام بحملة للسلام، حيث شجعت المشرعين على الاجتماع معاً ووضع حد للنزاع الأهلي الطويل في بلدها الأم الصومال. وفي تلك الحملة، حضرت كل الأشخاص السياسية الرئيسية ترتدي ألوان العلم الصومالي. حظيت أسلي باحترام جميع الحاضرين.
تم منحها الاسم الشائع Calansida («حاملة العلم») نظراً لجهودها في عملية المصالحة التي جرت في منطقة أرتا، جيبوتي والتي شهدت إنشاء الحكومة الفيدرالية الانتقالية.

## حياتها الشخصية
وصفت أسلي نفسها بأنها «سيدة قوية» بسبب تاريخها العسكري.
تعيش أسلي في ولاية تكساس الأمريكية منذ أكتوبر 2009.